# سایز صفر (فیلم)
سایز صفر (به هندی: Size Zero) یا زیبایی کمر یک اینچی فیلمی محصول سال ۲۰۱۵ و به کارگردانی پرکاش کولامودی است. در این فیلم بازیگرانی همچون آنوشکا شتی، آریا، پراکاش راج، اورواشی، سونال چوهان، پاوانی گانگردی و آنجلا کریسلینزکی ایفای نقش کرده‌اند.